# Петар Планције
Петар Планције (хол. Pieter Platevoet, латинизовано као Petrus Plancius; 1552, Дранутр — 15. мај 1622, вероватно Амстердам) је био калвинистички свештеник и теолог, али је данас познатији као картограф и астроном.

## Биографија
Рођен је у богатој породици као Питер Платевут (касније је латинизовао своје име, у складу са обичајем међу тадашњим ученим људима), и своје теолошко образовање је стицао у Француској, Енглеској и Немачкој. Током Холандског рата за независност, Планције је био принуђен да 1585. године побегне из родне Фландрије у Холандију. У Амстердаму је постао свештеник у фламанској заједници, а убрзо је постао и картограф за Холандску инсточноиндијску компанију чији је један од оснивача био и за коју је урадио више од 100 мапа. Његово интересовање за астрономију је највероватније последица занимања за картографију и навигацију. Први је почео да користи Меркаторову пројекцију за израду навигационих карата, и сматра се да је од његових савременика једино сам Меркатор био бољи картограф од Планција. Планције је припремио инструменте за навигацију и Мемоаре (упутства за навигацију) за прва два путовања бродова Холандске источноиндијске компаније до Индије.
С обзиром на то да је јужно небо било недовољно познато, Планције је осетио потребу да уради детаљнију мапу светлих јужних звезда како би олакшао навигацију морнарима. Зато је обучио навигаторе Питера Кајсера и Фредерика де Хаутмана како да направе каталог звезда, који су они и донели са свог пута 1595—1597. Кајсер и Де Хаутман су ове звезде распоредили у дванаест сазвежђа, која је Планције искористио при изради свог глобуса 1598. године, а која су постала општеприхваћена након што их је и Јохан Бајер уврстио у своју Уранометрију. Ова сазвежђа су махом названа по животињама са којима су се морепловци сретали у јужним морима, осим сазвежђа Индус и Јужни троугао
На свом глобусу из 1612. године, Планције је додао још 8 сазвежђа која су била његов лични допринос, а од којих су прихваћена 4 — Голуб, Жирафа, Једнорог и Јужни крст.